# Musculus depressor supercilii
De musculus depressor supercilii is een spier die bij de neus en wenkbrauw ligt.  Zijn oorsprong is de afsplitsing van de pars orbitalis musculi orbicularis oculi bij de pars nasalis ossis frontalis. De spier is aangehecht aan het mediale deel van de huid van de wenkbrauw. De spier is betrokken bij het laten zakken van de huid van het voorhoofd en de wenkbrauwen. Hij wordt geïnnerveerd door de nervus facialis.